# Нова-Горица
Но́ва-Гори́ца (словен. Nova Gorica, нем. Neu-Görz, итал. Nuova Gorizia) — город в западной части Словении, на границе с Италией. Расположен на реке Соча, в 65 км к западу от Любляны и в 35 км к северу от Триеста. Население города — 13 491 человек по данным переписи 2002 года, 13 852 человек по данным на 2006 год. Население Нова-Горицы с пригородами составляет около 20 000 человек, а население всей общины по данным на 2012 год — 36 710 человек.

## История
Появление города связано с подписанием Парижского мирного договора 1947 года, согласно которым была установлена новая граница между Италией и Югославией. Граница оставила бо́льшую часть исторического региона Горишка у подножия Юлийских Альп в составе Словении, как части Югославии; однако её крупнейший город Гориция (итал. Gorizia Гориция) отошёл Италии.
В 1948 году югославским правительством был реализован амбициозный проект постройки с югославской стороны границы нового города, непосредственно примыкающего к итальянской границе и Гориции. В результате образовался фактически единый город, разделённый государственной границей на две части. Железнодорожная станция Нова-Горицы расположена на границе. В Гориции также имеется собственная железнодорожная станция, расположенная на юге города.

## Достопримечательности
К югу от города расположен холм Костаньевица, на котором стоит церковь Благовещения Девы Марии и францисканский монастырь XVII века. В крипте церкви Благовещения похоронен последний французский король из династии Бурбонов Карл X и члены его семьи. Карл X бежал из Франции во время революции 1830 года, укрывшись с родственниками в Горице, принадлежавшей в то время Австрии. Здесь он и скончался.
В Нова-Горице расположено еврейское кладбище принадлежавшее общине Гориции, старейшие надгробия на нем относятся к 13 веку. После раздела города, еврейская община осталась на итальянской стороне и завела себе новое кладбище. Старое кладбище оказалось в запретной приграничной зоне, благодаря чему отлично сохранилось. В 1990-х годах на нём были проведены масштабные реставрационные работы. На кладбище похоронен итальянский философ и литератор Карло Микельштедтер.
С севера от Нова-Горицы находится Света-Гора высотой 682 метра, на вершине которой расположен храм и музей, посвящённый битвам на Изонцо (Соче) в ходе Первой мировой войны.

## Известные уроженцы и жители
- Борис Калин (1905—1975), югославский и словенский скульптор
- Борут Пахор, словенский политик
- Юре Франко, словенский спортсмен

## Города-побратимы
- Александровац, Сербия
- Клагенфурт, Австрия
- Оточац, Хорватия
- Сан-Вендемиано, Италия
- Дубна, Московская область, Россия[3]
- Огуз, Азербайджан

## Галерея

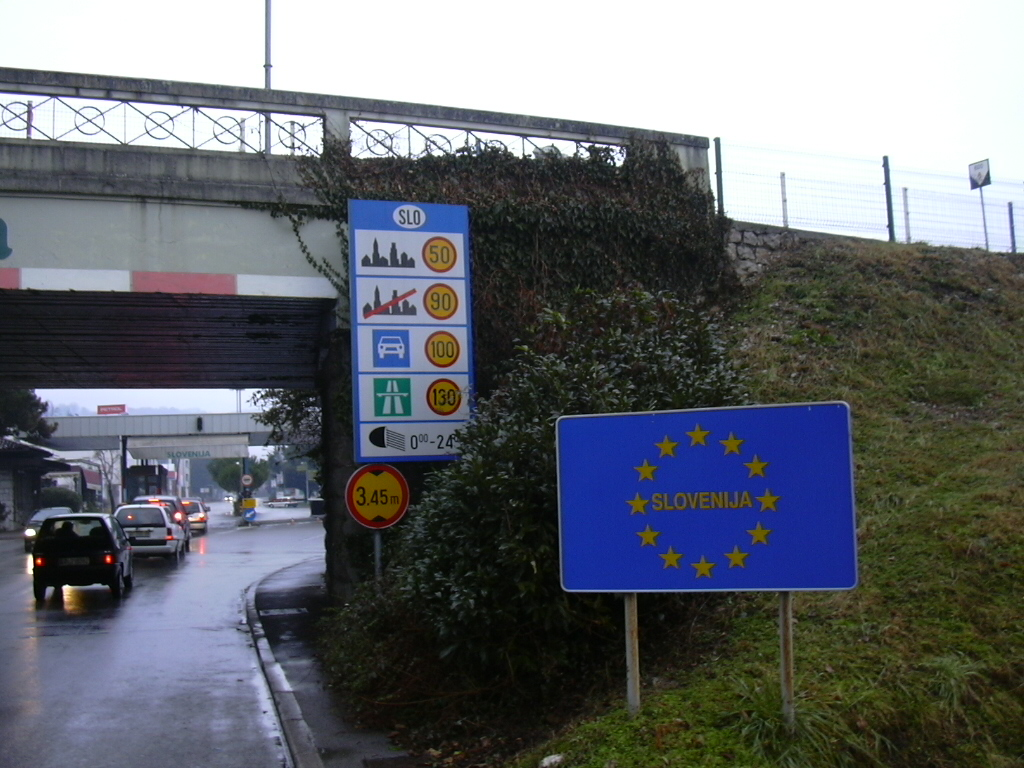
Граница с Италией
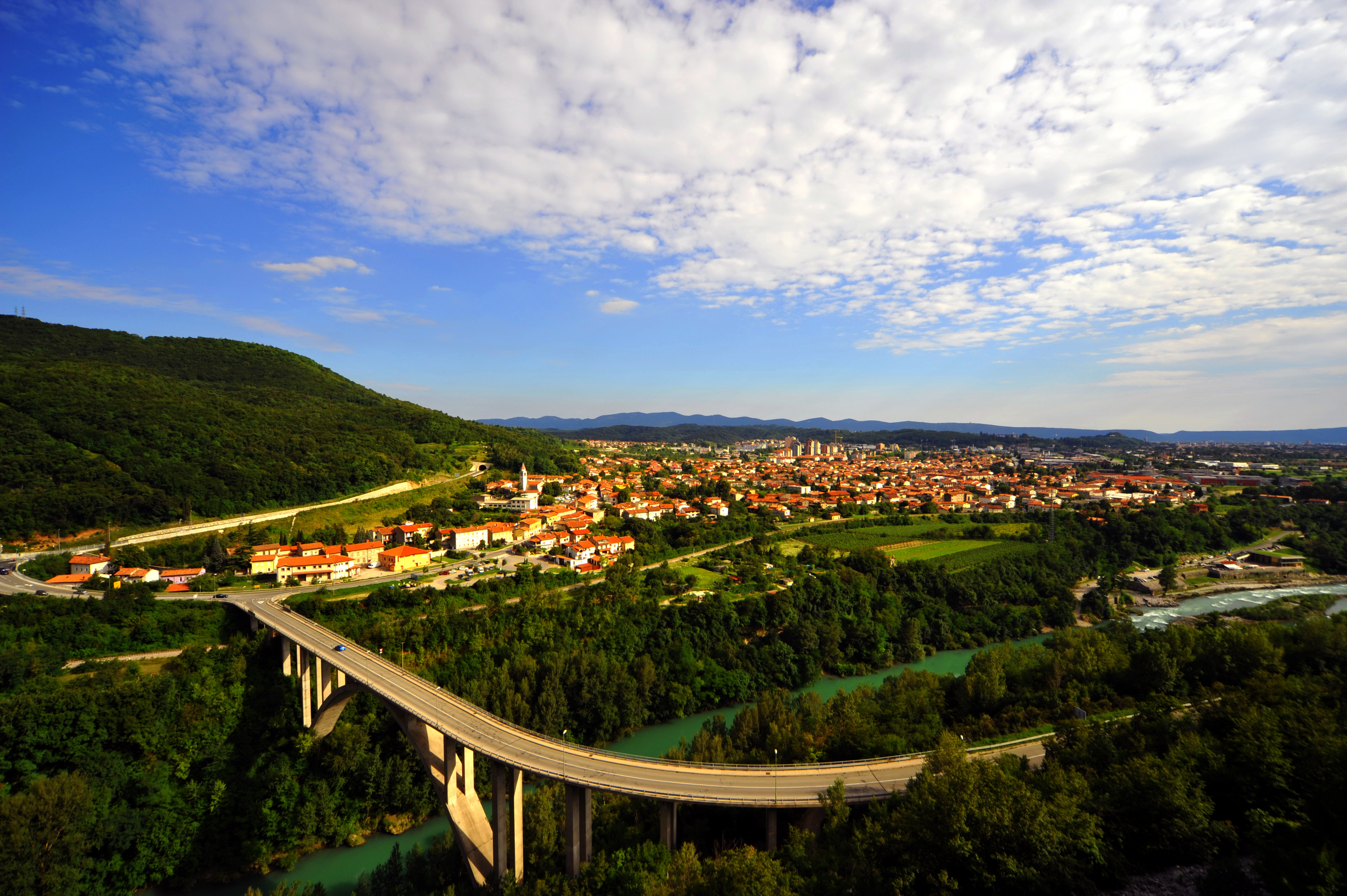
Мост через реку Соча (Изонцо)
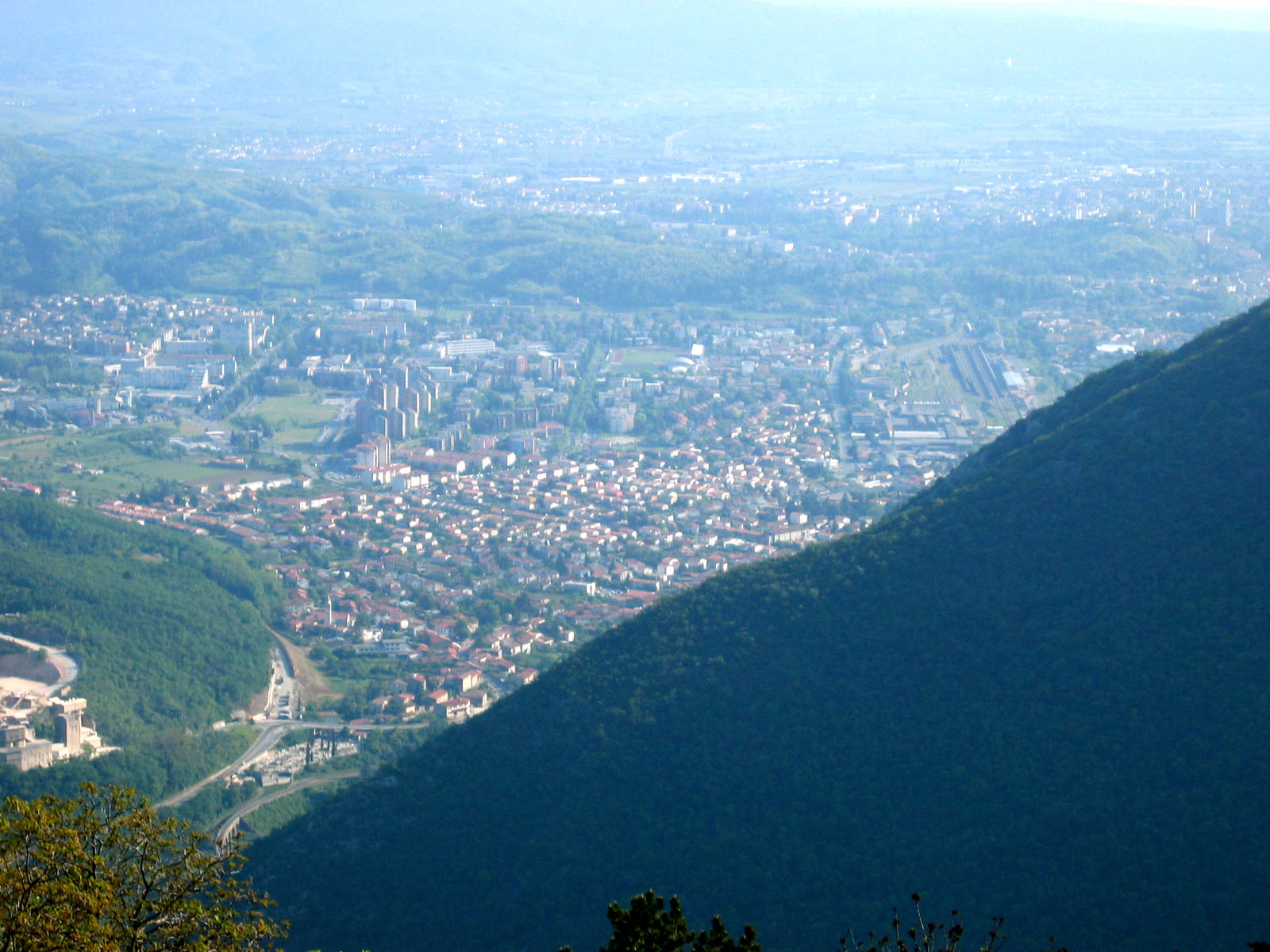
Вид на город со Света-Гора